# Joan Cunaeus
Joan Cunaeus (Leiden, 1617 - aldaar, 12 mei 1673) was een Nederlands diplomaat en VOC-bestuurder.

## Biografie
Joan Cunaeus werd geboren als de oudste zoon van Petrus Cunaeus en Maria van Zeyst. Op 15 september 1644 werd hij aangesteld tot fiscaal-generaal van de vloot van de VOC naar Indië. In Batavia aangekomen was hij in de periode 1645-1648 secretaris van de gouverneur-generaal Cornelis van der Lijn en de Raad van Indië. Tussen 1647 en 1650 was hij baljuw van Batavia. In 1648 werd hij benoemd tot buitengewoon lid van de Raad van Indië. Hij trouwde dat jaar met Susanna Calendrini, dochter van de fiscaal van Batavia. Ze zouden negen kinderen krijgen, die echter niet allemaal in leven bleven. In 1650 werd hij gewoon lid van de Raad van Indië.

## De ambassade naar Isfahan
De betrekkingen tussen de VOC en Perzië werden al jaren bemoeilijkt door verschillende interpretaties van de contracten voor de inkoop van ruwe zijde, die de VOC officieel moest betrekken van kooplieden van de sjah tegen een vrij hoge prijs. Toen de VOC toch zijde kocht van particuliere kooplieden tegen de (lagere) marktprijs werd een hoge exportbelasting opgelegd. Na hiertegen geprotesteerd te hebben was de VOC-directeur voor Perzië Karel Constant enige tijd gevangen gezet. Een door de gouverneur-generaal Antonio van Diemen uitgezonden vloot onder Claes Cornelisz. Blocq voerde daarop voor straf een aanval uit op het eiland Qishm, die echter mislukte. Ook drie diplomatieke missies tussen 1645 en 1649 door respectievelijk Blocq en de directeur Leonard Winninx, de directeur Nicolaas Verburg en de directeur van Suratte Arent Barentsz om de problemen op te lossen hadden geen succes. De laatste omdat de sjah, Abbas II, toen vertrokken bleek te zijn voor een veldtocht naar Kandahar in het Mogolrijk. Mede van Perzische zijde werd daarom aangedrongen op een vierde missie door een in Batavia geaccrediteerde gezant van hoog aanzien, zodat op 28 juli 1651 het lid van de Raad van Indië Joan Cunaeus hiertoe werd aangesteld als ambassadeur.
Het doel van de missie was 'omme met de Persissche crone in een vaste onverbrekelijke alliantie en vruntschap te mogen comen', en dat (zeer optimistisch) 'Sijne Majesteyt den vrijen en onbecommerden handel in sijn rijk voor altoos gelieve toe te staan en open te stellen'.

### Gamron

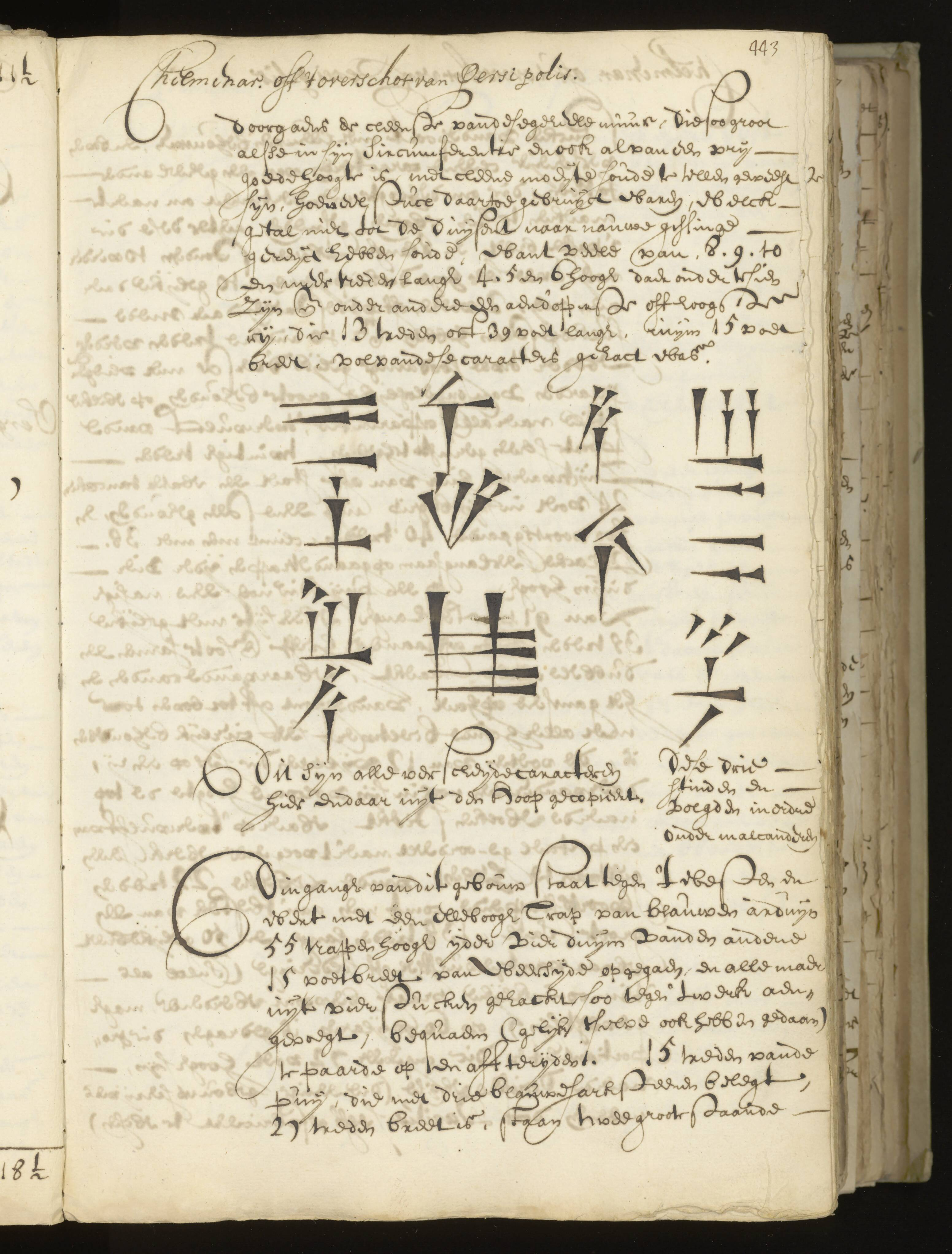
Spijkerschrift van Persepolis gekopieerd door Cornelis Speelman.

De 15e september 1651 van Batavia vertrokken reisde Cunaeus’ gezantschap met het jacht Sperwer en de fluit Patientia via de factorijen in Vengurla en Suratte aan de westkust van India naar de Perzische havenstad Gamron, waar het op 24 december aankwam. Cunaeus werd onder andere vergezeld door de kunstschilder Philip Angel (op de Patientia), die was bestemd om opperhoofd van de factorij in Isfahan te worden maar in plaats daarvan als hofschilder in dienst zou treden van sjah Abbas, en de 23-jarige onderkoopman Cornelis Speelman, die als secretaris het journaal schreef. In Gamron voegde de VOC-directeur van Perzië Dirck Sarcerius zich bij het gezelschap, dat vervolgens per karavaan met '25 lastbeesten en geladen met laekenen, lakwerken en rariteyten' als geschenken door het bergachtig woestijngebied verder trok naar Isfahan. Onderweg werden de ruïnes van Persepolis bezocht, waarvan Speelman in het journaal een uitgebreide beschrijving gaf. Angel maakte er een tekening van. Op 27 februari 1652 werd Isfahan bereikt.

### Isfahan

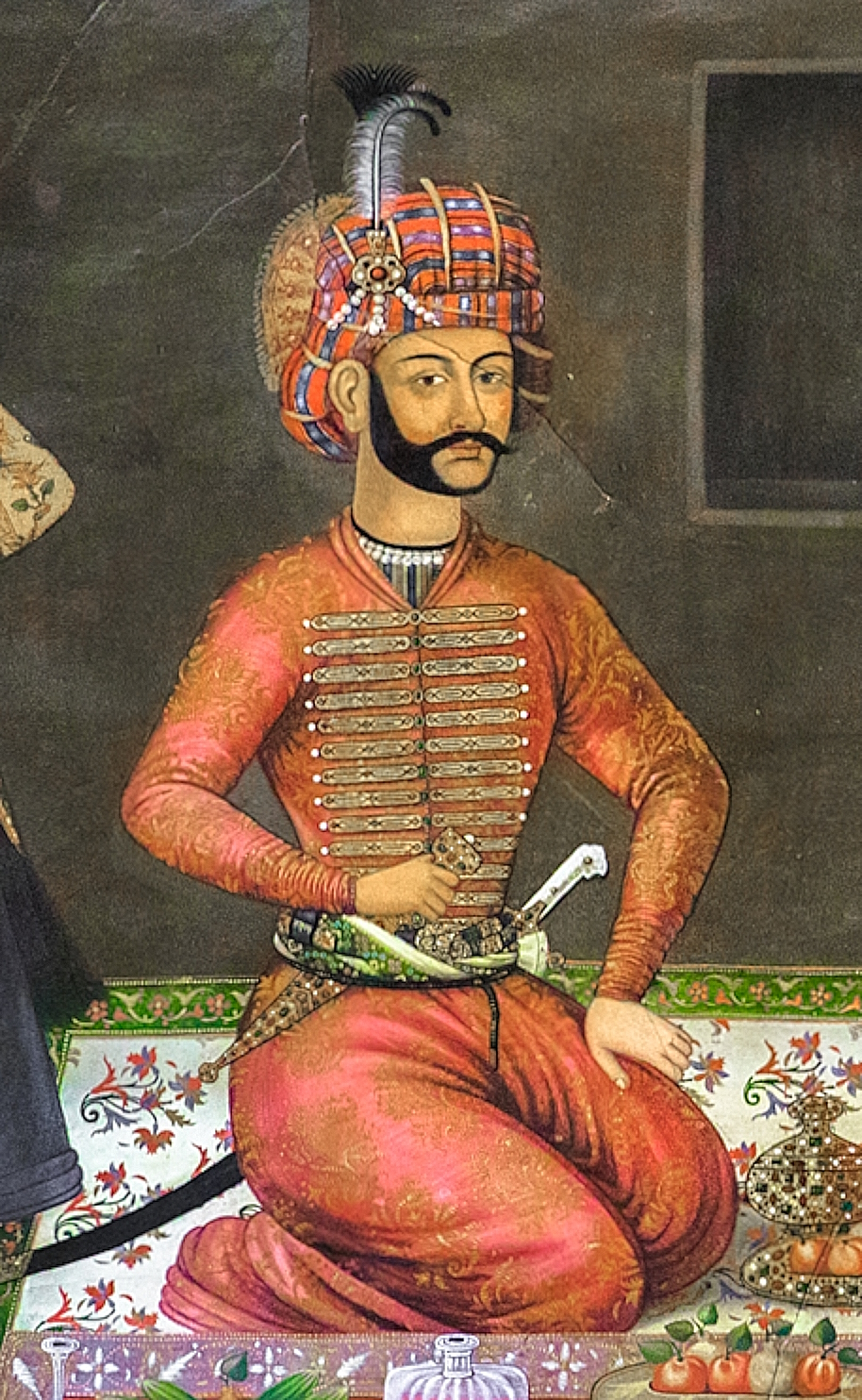
Sjah Abbas II van Perzië.

Pas op 20 maart konden Cunaeus en zijn metgezellen met de geschenken van de VOC op audiëntie bij sjah Abbas II, destijds een jongeman van een jaar of 20, ‘van redelijke gestalte, spigtiger als geseth, gantsch niet statigh maar van een los wesen’. Er werd gegeten en gedronken, en de sjah vroeg Cunaeus of de Nederlanders arak dronken of wijn, en hoe sterk die was. Graag wilde hij om te proeven de sterkste drank ontvangen die Cunaeus bij zich had. De sjah liet de onderhandelingen verder over aan zijn grootvizier Khalifeh Sultan (de 'rijksvertrouder') en andere raadslieden. Ook aan hen en andere hoogwaardigheidsbekleders aan het hof moest Cunaeus geschenken uitdelen. Tegelijkertijd bleek hoe weinig men in Perzië op eenmaal gesloten overeenkomsten aankon. Begin jaren 1630 verkregen vergunningen van de toenmalige hertog van Shiraz, Imam Quli Khan, waren volgens de grootvizier 'cragteloos' omdat Imam Quli Khan mogelijkerwijs ‘door geschenken ten schade van ‘t conincrijk daertoe’ bewogen was. De moeizame besprekingen, onderbroken door lang wachten, leidden uiteindelijk slechts tot een wat minder ongunstig nieuw contract voor de VOC.
Ook het oordeel van de advocaat van de VOC Pieter van Dam over de ambassade was niet al te gunstig. Hij schreef in 1701 dat hij er niet te veel over uit wilde wijden 'omdat over die contractatie seer veel te seggen en te cavilleren is geweest, hebbende d' heer Cuneus niet veel genoegen daaromtrent gegeven', hoewel hij ten onrechte stelde dat Cunaeus te weinig moeite had gedaan.

### Gamron
Op 15 juni nam het gezantschap afscheid van Isfahan en werd uitgeleide gedaan door Europese en Armeense kooplieden. Op de terugweg werden Cunaeus en veel anderen zwaar ziek met hoge koorts. Hij en Angel moesten een deel van de tocht gedragen worden in een door hun Perzische gastheren geïmproviseerde 'crebbe met vier uytstekende endel-stocken'. Angel bleef uiteindelijk achter in een dorp niet ver van Gamron, samen met zijn ‘inlandschen dienaer en sijn swangere swarte dienstmaegt’ en nog enkele andere zieken. Alleen Speelman bleef relatief gezond. Op 17 augustus was de karavaan terug in Gamron, waar op de 24e met de Sperwer de terugtocht naar Batavia werd aanvaard. Die verliep voorspoedig. Op 12 november was het jacht terug op de rede van Batavia.

## Batavia

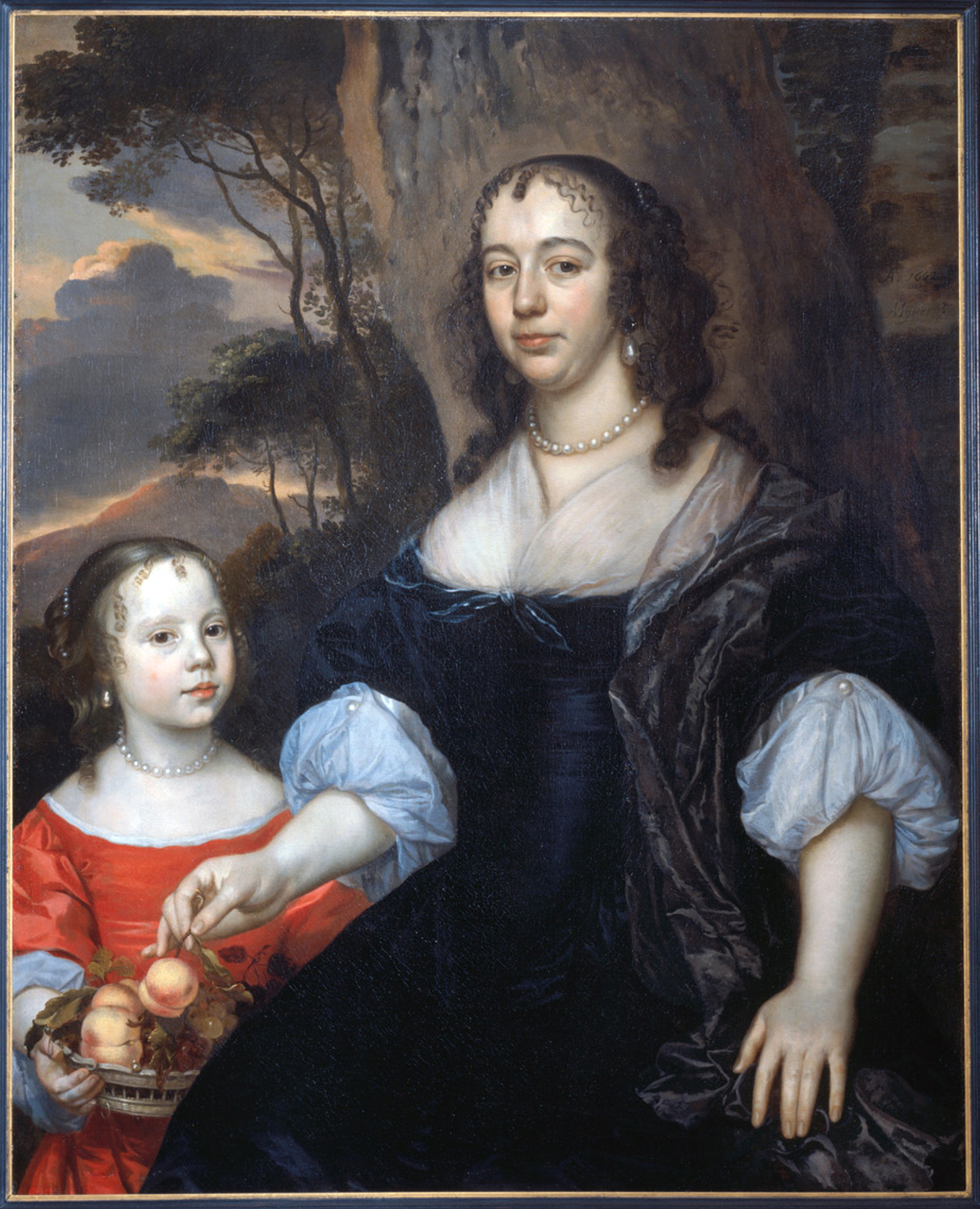
Susanna Calendrini met dochter Maria.

Na terugkomst in Batavia werd Cunaeus in 1653 benoemd tot kolonel van de burgerwacht. Deze was verantwoordelijk voor de verdediging van de stad buiten Kasteel Batavia. Intussen was de Eerste Engels-Nederlandse Oorlog uitgebroken, en in november werd hem gevraagd met een vloot van 8 schepen de Straat Soenda te verkennen omdat het gerucht ging dat een Engelse vloot in aantocht was. Het bleek loos alarm te zijn. Men ontmoette er slechts drie VOC-schepen met een buitgemaakt Engels jacht, de Blessing, dat omgedoopt werd in de Avontsterre.

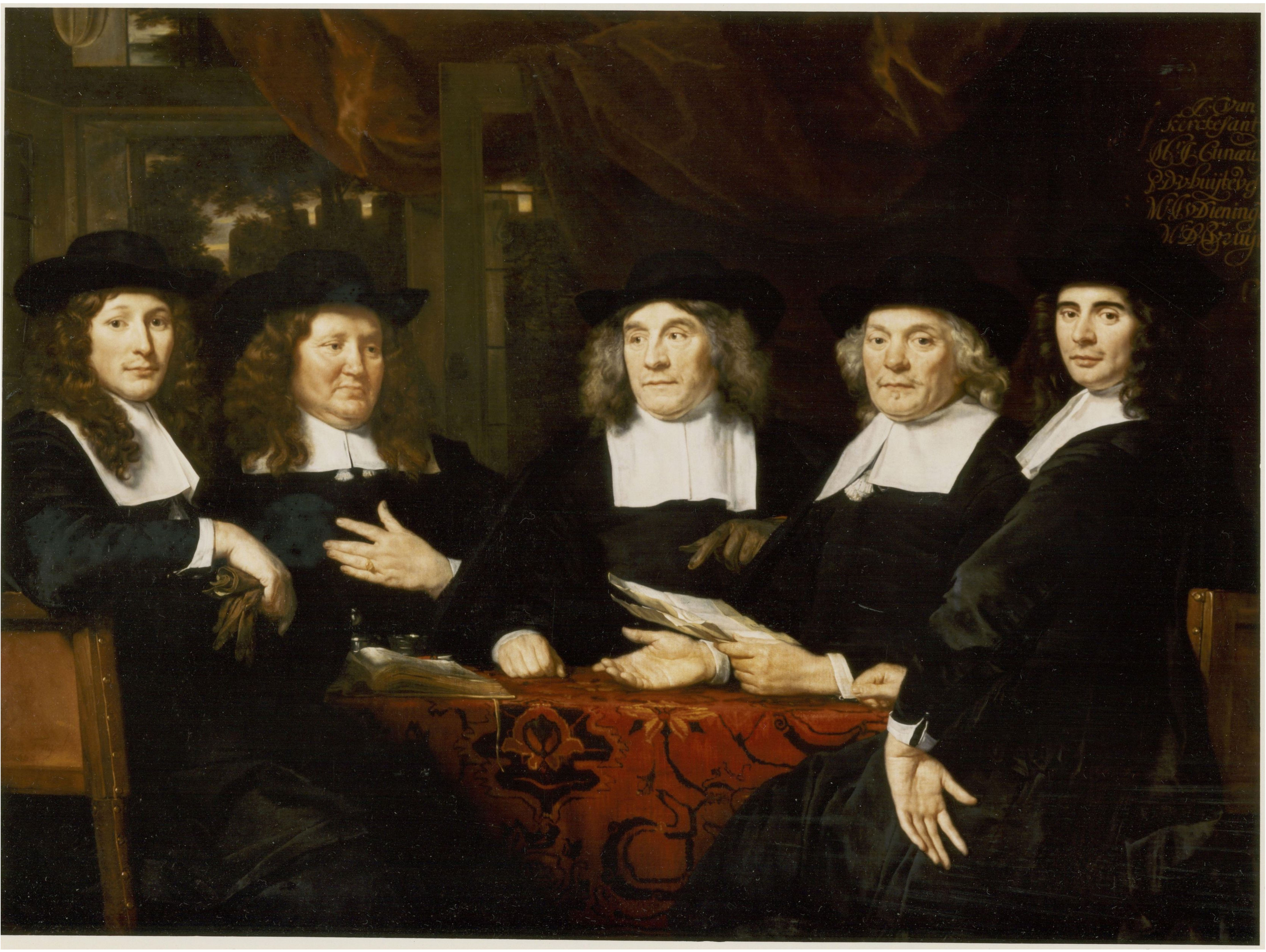
De regenten van het Heilige Geestweeshuis in Leiden in 1668. Een van hen is Joan Cunaeus.

In 1656 werd Cunaeus president van de Raad van Justitie, maar legde in augustus die functie weer neer. In september 1657 verliet hij ook de burgerwacht. Op 18 december 1658 vertrok hij als bevelhebber van de retourvloot van zes schepen, de Peerl, Orange, Malacca, d’Leeuw, Hector en Achilles, terug naar Nederland. Onderweg trad hij aan de Kaap de Goede Hoop zoals gebruikelijk voor bevelhebbers van retourvloten op als inspecterend commissaris. Jan van Riebeeck had hier zes jaar tevoren een verversingspost voor de vloten gesticht. Hij rapporteerde aan Cunaeus dat ze een bijzonder droge periode achter de rug hadden en dat bovendien de groenten in de Compagnietuinen door rupsen en wormen waren verorberd, waarop Cunaeus toestemming gaf om het areaal uit te breiden. Ook stond hij VOC-medewerkers toe om voortaan een klein stuk grond voor eigen gebruik te verbouwen. Hij moedigde Van Riebeeck aan om de vrijburgers alles wat ze nodig hadden op krediet te verschaffen zodat ze in eigen onderhoud konden voorzien. De Heren XVII vonden echter datzelfde jaar dat de kosten van de nederzetting al weer veel te hoog werden.

## Nederland
Bij terugkomst in Nederland vestigde hij zich weer in Leiden. In 1663 liet hij door de Haagse hofschilder Johannes Mijtens portretten schilderen van hemzelf met zijn zoon Philippus, en van zijn vrouw Susanna met hun dochter Maria. De portretten zijn nu onderdeel van de collectie van het Wallraf-Richartz-Museum in Keulen. Hij pakte in Leiden zijn studie weer op en wist op 16 februari 1667 zijn doctorstitel in rechtsgeleerdheid te behalen. Hij vervulde in Leiden diverse functies en was onder meer regent van het Sint Elisabeth Gasthuis. Op 27 februari 1670 werd hij schepen van Leiden. Hij overleed in Leiden op 12 mei 1673 en werd begraven in de Pieterskerk. Hij had een jongere broer, Pieter Cunaeus, die van 1663 tot 1668 secretaris van de ambassade van de Nederlandse Republiek in Londen was.

## Het schilderij van Weenix

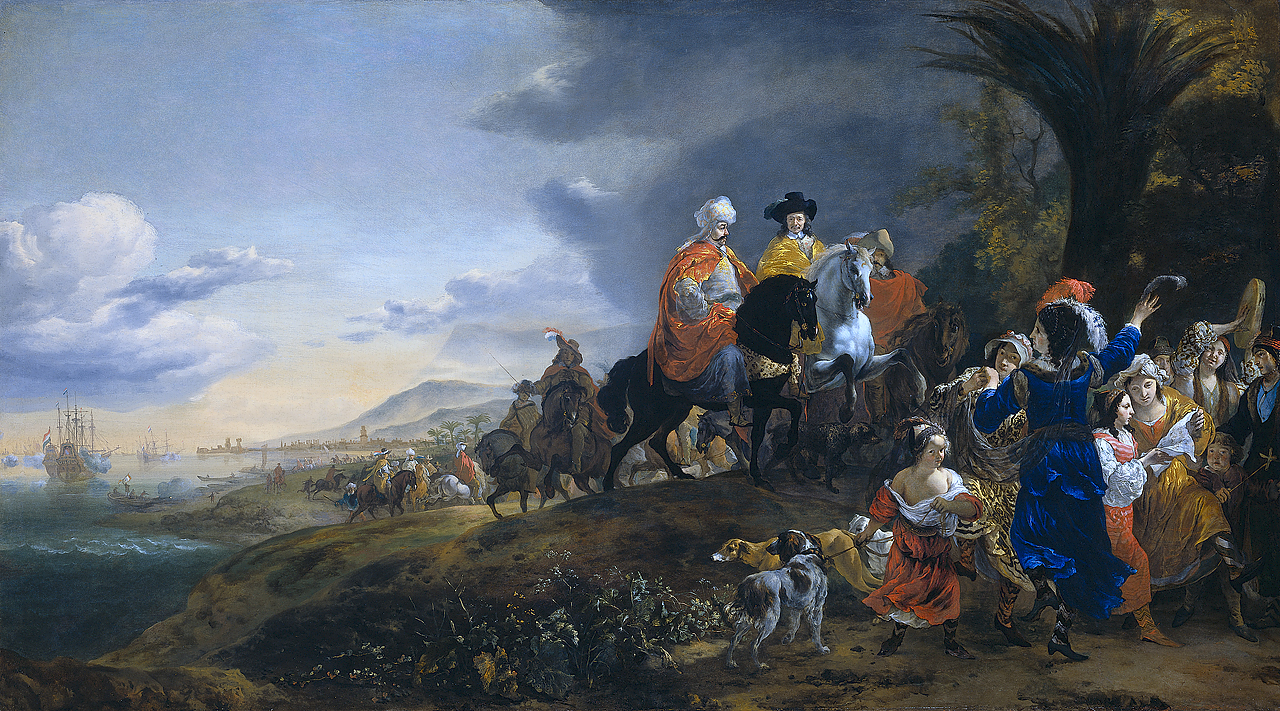
Jan Baptist Weenix. Nederlandse ambassadeur op weg naar Isfahan.

Het schilderij van Jan Baptist Weenix: De Nederlandse ambassadeur op weg naar Isfahan, werd het Rijksmuseum Amsterdam in 1953 aangeboden als voorstellende een Nederlandse gouverneur op Ceylon of gezanten op weg naar Raja Singha II. Het museum oordeelde echter twee jaar later dat het ging om de ambassade van Johan van Twist naar de sultan van Bijapur in 1636. Op de achtergrond zou de blokkadevloot van Jacob Cooper te zien zijn die voor Goa ligt. Het schip Utrecht, dat deel uit maakte van die vloot, is herkenbaar aan het wapen van Utrecht op de spiegel. In 2009 bleek het museum dat de afgebeelde stad niet Goa maar Hormuz is (een eiland vlak bij Gamron), en gekopieerd is van een afbeelding in Isaac Commelins Begin ende Voortgangh bij een verslag van een reis van Pieter van den Broecke naar Perzië. Die zette in 1629 met de Utrecht de ambassadeur van de Staten-Generaal Jan Smidt en de uit Den Haag terugkerende Perzische ambassadeur van sjah Abbas de Grote Moesa Beg af in Gamron om naar Isfahan te gaan. Desondanks concludeerde het museum dat Weenix deze elementen slechts had gebruikt om de ambassade van Cunaeus weer te geven. De man met de tulband zou de gouverneur of sjahbandar van Gamron kunnen zijn. Een connectie tussen Cunaeus en Weenix werd overigens niet gevonden. Weenix stierf in 1659, kort na de terugkomst van Cunaeus in Nederland.